# Clarksdale (Mississipi)
Clarksdale és una població dels Estats Units a l'estat de Mississipi. Segons el cens del 2000 tenia 20.645 habitants.

## Demografia
Segons el cens del 2000, Clarksdale tenia 20.645 habitants, 7.233 habitatges, i 5.070 famílies. La densitat de població era de 575,9 habitants per km².
Dels 7.233 habitatges en un 36,8% hi vivien nens de menys de 18 anys, en un 35,7% hi vivien parelles casades, en un 30% dones solteres, i en un 29,9% no eren unitats familiars. En el 27,1% dels habitatges hi vivien persones soles el 12,1% de les quals corresponia a persones de 65 anys o més que vivien soles. El nombre mitjà de persones vivint en cada habitatge era de 2,77 i el nombre mitjà de persones que vivien en cada família era de 3,38.
Per edats la població es repartia de la següent manera: un 32,9% tenia menys de 18 anys, un 9,6% entre 18 i 24, un 25,2% entre 25 i 44, un 19,3% de 45 a 60 i un 12,9% 65 anys o més.
L'edat mediana era de 31 anys. Per cada 100 dones de 18 o més anys hi havia 73,1 homes.
La renda mediana per habitatge era de 22.188$ i la renda mediana per família de 26.592$. Els homes tenien una renda mediana de 26.881$ mentre que les dones 19.918$. La renda per capita de la població era de 12.611$. Entorn del 29,7% de les famílies i el 36,2% de la població estaven per davall del llindar de pobresa.

## Poblacions més properes
El següent diagrama mostra les poblacions més properes.